# Jenkinsia
Jenkinsia là một chi cá biển trong họ Spratelloididae. Các loài cá trong chi này được tìm thấy ở phía tây và giữa Đại Tây Dương, vịnh Mexico và biển Caribe. 

## Các loài
Hiện tại có 4 loài được công nhận thuộc chi này.
- Jenkinsia lamprotaenia (P. H. Gosse, 1851)
- Jenkinsia majua Whitehead, 1963
- Jenkinsia parvula Cervigón & Velazquez, 1978
- Jenkinsia stolifera (D. S. Jordan & C. H. Gilbert, 1884)